# Liste der informellen Siedlungen in Buenos Aires
Diese Liste enthält die Namen und Lage aller Villa Miserias der Stadt Buenos Aires, Argentinien. Die größte Einzelsiedlung ist die Villa 31 mit ungefähr 26.000 Bewohnern (Stand 2008). Diese und die Villa Rodrigo Bueno befinden sich in ansonsten wohlhabenden Stadtteilen im Norden von Buenos Aires. Die anderen Siedlungen befinden sich dagegen im Süden der Stadt. Mit jeweils fünf Villa Miserias haben die Stadtteile Villa Lugano und Villa Soldati die meisten Elendsviertel.
| Name                | Begrenzung                                                                                     | Stadtteil         |
| ------------------- | ---------------------------------------------------------------------------------------------- | ----------------- |
| Bajo AU7            | Parque de La Ciudad, Avenida Roca, Avenida Lacarra, Destacamento Pol. Montada                  | Villa Soldati     |
| Calacita            | Barros Pazos, Lacarra, B.y Ordoñez, Laguna                                                     | Villa Soldati     |
| Carrilo 2           | Mariano Acosta, Castañares, Lacarra                                                            | Villa Soldati     |
| Piletones           | Lacarra, B. Pazos, Parque Indoamericano, Lago Soldati                                          | Villa Soldati     |
| Villa 1-11-14       | Avenida P. Moreno, Varela, Club DAOM, Riestra, A. De Vedia                                     | Flores            |
| Villa 3             | Avenida M. Acosta, Somellera, Lacarra, A. M. Janner                                            | Villa Soldati     |
| Villa 6             | Avenida Dellepiane Norte, Avenida Escalada, Echeandía, Mozart                                  | Parque Avellaneda |
| Villa 13 Bis        | Avenida Castañares, Avenida Carabobo, Lautaro, Zelarrayan                                      | Parque Chacabuco  |
| Villa 16            | Madariaga, Timoteo Gordillo, Lisandro de la Torre, Tabaré                                      | Villa Riachuelo   |
| Villa 17            | J.L.Suarez, Echeandía, Saladillo, Zuviría                                                      | Villa Lugano      |
| Villa 15            | Avenida Piedrabueno, Avenida Eva Perón, Crisóstomo Álvarez, Cafayate, Echeandía, M. Leguizamón | Villa Lugano      |
| Villa 19            | Gral. Paz, Avenida Dellepiane Norte, FF. Belgrano, Fbca. INTA                                  | Villa Lugano      |
| Villa 20            | Avenida Cruz, Larraya, B y Ordoñez, Miralla, FF. Belgrano, Avenida Escalada                    | Villa Lugano      |
| Villa 21-24         | Luna, Riachuelo, Iguazú, C.S/nombre, Iriarte, FF. Belgrano                                     | Barracas          |
| Villa 26            | Riachuelo, Perdriel, Villarino, Sta. Elena                                                     | Barracas          |
| Villa 31            | Calle 4, 5, 8, 10, 9, FF.San Martín, AU9, Edificio Correo                                      | Retiro            |
| Villa 31 Bis        | Villa 31, FF. San Martín, Calle 4                                                              | Retiro            |
| Villa Dulce         | J. L. Suarez, Echeandía, Saladillo, Zuviría                                                    | Villa Lugano      |
| Villa Rodrigo Bueno | Avenida España, Reserva Ecológica de Buenos Aires und „Ex Ciudad Deportiva Boca Juniors“       | Puerto Madero     |
| Zavaleta            | Avenida A. Alcorta, C.S/Nombre, Avenida Zavaleta, Avenida Iriarte, CEAMSE                      | Nueva Pompeya     |